# Liste der Träger des Ehrenzeichens des Landes Oberösterreich
In dieser Liste sind Träger des Ehrenzeichens des Landes Oberösterreich angeführt. Die Kurzbemerkung nach dem Namen soll den Grund oder die Funktion der Person am beziehungsweise vor dem Verleihungstag ersichtlich machen.
Die Einträge sind, falls bekannt, nach dem Verleihungsjahr oder der Veröffentlichung sortiert, innerhalb des Jahres alphabetisch, die Jahresangaben haben aber aufgrund der verschiedenen Quellangaben eine Unschärfe, da die Zeit vom Antrag über die Verleihung bis zur Bekanntmachung mehrere Monate betragen kann.
Diese Liste ist noch keinesfalls vollständig.

## Großes Goldenes Ehrenzeichen des Landes Oberösterreich
- Ludwig Schmidinger, Unternehmer (1993)
- Karl Grünner, Landeshauptmann-Stellvertreter (1993)
- Maximilian Aichern, Bischof von Linz (2005)
- Ursula Haubner, Politikerin (2007)
- Edmund Stoiber, Ministerpräsident von Bayern (2007)
- Karl-Albert Eckmayr, Politiker
- Rupert Hartl, Politiker
- Christoph Leitl, Politiker und Unternehmer
- Alois Mock, Politiker
- Georg Schwarz, Unternehmer der ENGEL Austria GmbH (1999)
- Lelio Spannocchi, Politiker
- Johann Sulzberger, Manager; unter anderem Vorstand der Brau Union Österreich AG (2006)
- Roland Bachleitner, Pfarrer der Stadtpfarre Steyr (2015)
- Reinhold Entholzer, Politiker (2016)[1]
- Michael Strugl, Politiker (2023)[2]
- Anton Zeilinger, Quantenphysiker und Nobelpreisträger (2023)[3]

## Großes Ehrenzeichen des Landes Oberösterreich
- Ernst Koref, Politiker und Bürgermeister von Linz (1966)
- Josef Gruber, Politiker (1979)
- Rudolf Sallinger, Politiker (1984)
- Helmut Kukacka, Politiker (2007)
- Luis Durnwalder, Landeshauptmann von Südtirol (2012)
- Michael Häupl, Landeshauptmann und Bürgermeister von Wien (2012)
- Erwin Pröll, Landeshauptmann von Niederösterreich (2012)
- Herbert Sausgruber, Landeshauptmann von Vorarlberg (2012)
- Herbert Schambeck, Rechtswissenschaftler und Politiker
- Alois Wagner, Erzbischof
- Gertraud Jahn, Politikerin (2016)[1]
- Gerhart Holzinger, Präsident des Verfassungsgerichtshofs (2018)[4]
- Herwig van Staa, Politiker (2018)[4]
- Walter Aichinger, Politiker (2019)[5]
- Maria Fekter, Politikerin (2019)[5]
- Viktor Sigl, Landesrat, Landtagspräsident (2022)[6]
- Adalbert Cramer, Gerda Weichsler-Hauer, Politiker (2022)[7]
- Rudolf Anschober, Birgit Gerstorfer, Elmar Podgorschek, Politiker (2023)[2][8]
- Franz Schausberger, Landeshauptmann von Salzburg (2025)[9]

## Goldenes Ehrenzeichen des Landes Oberösterreich
- Walter Bauer, Politiker (1987)
- Oskar Welzl, Präsident der Oberösterreichischen Rechtsanwaltskammer (1991)
- Werner Wigelbeyer, Politiker (1998)[10]
- Hansjörg Eichmeyer, evangelisch-lutherischer Theologe (1999)
- Berthold Leibinger, Unternehmer (1999)
- Siegfried Sellitsch, Bankmanager (2000)
- Norbert Gugerbauer, Politiker, Honorarprofessor (2001)
- Stefan Knafl, Politiker (2003)
- Roman Sandgruber, Historiker (2004)
- Brigitte Wohlmuth, Politikerin (2004)
- Josef Ahammer, Generalvikar (2005)
- Klaus Borgmann, Entwickler bei BMW Group in München (2005)
- Erich Halatschek, Baumeister und Aufsichtsratsvorsitzender des HABAU-Konzerns (2005)
- Matthias Ellmauer, Politiker (2005)
- Maximilian Hofmann, Politiker (2007)
- Georg Oberhaidinger, Politiker (2007)
- Karl Vodrazka, Betriebswirtschaftler (2007)
- Alois Brandstetter, Schriftsteller und Philologe (2008)
- Andreas Gruber, Regisseur (2009)
- Helmut Sohmen, Reeder (2009)
- Jan Zahradník, Landeshauptmann von Südböhmen (2009)
- Helmut Obermayr, Jurist, Journalist und Rundfunkintendant (2012)
- Pavel Kohout, Schriftsteller und Politiker (2014)
- Josef Smolle, Rektor der Medizinischen Universität Graz (2016)[11]
- Efgani Dönmez, Josef Eidenberger, Anton Hüttmayr, Maria Christine Jachs, Erich Pilsner, Julia Röper-Kelmayr, Franz Schillhuber, Werner Stadler, Josef Steinkogler, Maria Wageneder, Arnold Weixelbaumer, Politiker (2016)[1]
- Georg Steiner, Tourismusdirektor Linz (2018)[12]
- Othmar Commenda, Generalstabschef des Bundesheeres (2018)[13]
- Reinhard Wolf, Unternehmer (2018)[14]
- Jakob Auer, Claudia Durchschlag, Walter Schopf, Franz Weinberger, Politiker (2019)[5]
- Hans Pum, Skisportfunktionär und -trainer (2019)[15]
- Kurt Raffetseder, Generalmajor und Militärkommandant von Oberösterreich (2019)
- Helmut Hörtenhuber, Jurist (2021)[16]
- Martina Pühringer, Gabriele Lackner-Strauss, Landtagsabgeordnete (2022)[6]
- Hermann Leithenmayr, Politiker
- Josef Mühlbachler, Politiker
- Hubert Wipplinger, Kommunalpolitiker
- Maria Buchmayr, Alfred Frauscher, Gottfried Hirz, Silke Lackner, Christian Makor, Petra Müllner, Alexander Nerat, Gisela Peutlberger-Naderer, Brigitte Povysil, Erich Rippl, Ulrike Wall, Politiker (2022)[7]
- Werner Steinecker, Jurist und ehemaliger Generaldirektor der Energie AG Oberösterreich (2022)[17]
- Heinz Engl, Mathematiker und Hochschullehrer an der Johannes Kepler Universität Linz, Rektor der Universität Wien (2023)[18][19]
- Ruperta Lichtenecker, Politikerin (2023)[2]

## Silbernes Ehrenzeichen des Landes Oberösterreich
- Herwigh Rieger, Augenarzt und Hochschullehrer (1966)
- Herbert Kneifel, Arzt, Heimatforscher, Archivar und Lokalpolitiker (1982)
- Hubert Trimmel, Speläologe (1984)
- Leopoldine Hausreither, Professorin (1985)
- Franz Patzer, Bibliothekar (1985)
- Ernestine Baumann-Rott, Politikerin (1995)
- Josef Mayr, Bischofsvikar in Linz (1995)
- Johannes Wetzler, Dirigent (1995)
- Johannes Singer, Theologe (1997)
- Hermann Eigruber, Politiker (2001)
- Heribert Franz Köck, Jurist (2001)
- Peter Karner, Landessuperintendent (2004)
- Rudolf Lehr, Verfasser der „Landeschronik Oberösterreich“ (2004)
- Elke Achleitner, Politikerin (2007)
- Maximilian Mittendorfer, Generalvikar (2007)
- Maximilian Walch, Politiker (2007)
- Herbert Stepic, Bankmanager (2007)
- Gerhard Chroust, Universitätsprofessor (2009)
- Heinz Falk, Universitätsprofessor (2009)
- Rudolf Handlgruber, Manager in der Automobilindustrie (2009)
- Josef Lemmerer, Präsident des Oberösterreichischen Blasmusikverbandes sowie Vizepräsident des Österreichischen Blasmusikverbandes (2009)
- Hans-Jörg Huber, Geschäftsführer der GWG Gemeinnützige Wohnungsgesellschaft der Stadt Linz GmbH (2011)
- Walter Sonnberger, Ehren-Bezirks-Feuerwehrkommandant Linz-Land (2011)
- Günther Weixlbaumer, Dir. und GF der Institut Hartheim gemeinnützige BetriebsGmbH (2011)
- Ilse Halatschek (2013)
- Anna Heindl (2013)
- Alois Beham, Arzt, Homöopath, Schriftsteller, Dichter, Bildhauer und Maler
- Walther Gabler, Porträt- und Landschaftsmaler
- Wilhelm Niederhuemer, Geschäftsführer und Politiker
- Alfons Riedl, Geistlicher und Moraltheologe
- Peter Rummel, Jurist
- Walter Just Kommerzialrat Dkfm., Gründer und Aufs.-Rat d. Trodat GmbH, Gründer d. Richard Wagner Festivals Wels (2012)
- Alois Scheuch, Begründer und Seniorchef der Scheuch Gruppe (2013)[20]
- Manfred Mayerhofer, Ehren-Bezirks-Feuerwehrkommandant Urfahr-Umgebung (2014)
- Marianus Hauseder, Abt des Stiftes Engelszell (2014)
- Patricia Alber, Eva Maria Gattringer, Heinz-Peter Hackl, Doris Schulz, Georg Spiegelfeld-Schneeburg, Politiker (2016)[1]
- Nikolaus Egger, Kommandant der Heeresunteroffiziersakademie (2018)[14]
- Alfred Kaser, Kommandant des Heereslogistikzentrums Wels (2018)[14]
- Christian Kutsam, Unternehmer und Obmann der Sparte Handel der Wirtschaftskammer Oberösterreich (2019)
- Peter Bahn, Alois Baldinger, Ulrike Böker, Evelyn Kattnigg, Sabine Promberger, Walter Ratt, Politiker, Gitti Vasicek (2022)[7]
- Elisabeth Plank, Künstlerin (2025)
- Stephan Suschke, Schauspieldirektor des Landestheater Linz (2025)
- Ambros Ebhart, Abt des Benediktiner-Stiftes Kremsmünster (2025)[21]

## Goldenes Verdienstzeichen des Landes Oberösterreich
- Wolfgang Sperner, Journalist und Buchautor (1990)
- Felix Czeike, Historiker und Volksbildner (1993)
- Otto Wutzel, Kunsthistoriker und Beamter (1993)
- Günther Fleischmann, Amtsdirektor (1996)
- Oskar Czerwenka, Sänger (1999)
- Johann Schauer, Pfarrer in der Marktgemeinde Mauerkirchen (1999)
- Hermann Scheinecker, Pfarrer in den Gemeinden St. Gotthard im Mühlkreis und Herzogsdorf (2003)
- Gustav Chlestil, Präsident des Auslandsösterreicher-Weltbundes (2004)
- Erika Strasser, Präsidentin des Österreichischen Leichtathletik-Verbandes (2004)[22]
- Karl Grufeneder, ehemaliger Volksschuldirektor, Bürgermeister, Kapellmeister Tourismus- und Blasmusikfunktionär (2005)
- Eckhard Oberklammer, Politiker und Geschäftsleiter der Sparda-Bank Linz (2005)
- Günther Leitner, Kulturmanager (2006)
- Josef Stumpner, Vorsitzender des Zentralbetriebsrates der Österreichischen Wachdienst GmbH. & Co. KG (2007)
- Bruno A. Wall, Präsident des Arbeiter Samariterbundes Oberösterreich (2008)
- Ferdinand Fuhrmann, Generaldirektor der Nettingsdorfer Papierfabrik Management AG (2009)
- Rudolf Jachs, Pfarrer in der Marktgemeinde Wolfern (2009)
- Heinz Mittermayr, Geschäftsführender Gesellschafter der Almi GmbH & Co KG (2009)
- Peter Roos, Manager (2009)
- Robert Struger, Leiter des Regionalmanagement Oberösterreich der ÖBB-Personenverkehr AG (2009)
- Fritz Racher, Staatswissenschafter und Volkswirt
- Christoph Sieber, Windsurfer
- Hubert Taferner, Architekt
- Leopold Wandl, Schriftsteller und Mundartdichter
- Norbert Graf Salburg-Falkenstein, Land- und Forstwirt, Prokurator des Großpriorates von Österreich, Kommandant des Malteser Hospitaldienst Austria (2010)
- Gerhard Ritschel, Präsident des Vereines „Freunde des Linzer Musiktheaters“ (2010)
- Gerda Ritschel, Schriftführerin des Vereines „Freunde des Linzer Musiktheaters“ (2010)
- Franz Breiner, Politiker (2013)
- Werner Gschwandtner, Leitender Justizbeamter, Vorsitzender der GÖD Justizgewerkschaft OÖ, Personalvertreter und Journalist (2013)
- Josef Hammer, Facharzt, ehem. Leiter der Radio-Onkologischen Abteilung am Krankenhaus der Barmherzigen Schwestern Linz Betriebsgesellschaft mbH (2013)
- Georgine Rumpler-Heindl, HABAU (2013)
- Erich Halatschek jun., HABAU (2013)
- Anton Karner, HABAU (2014)
- Franz Röhrenbacher, Gemeinderat der Stadt Linz a. D., Direktor der PVA LSO a. D., (2013)
- Josef Scheuchenegger, Arbeiterkammerrat, Mitglied des AK-Vorstandes, Landes- und Bundesvorsitzender der GPA Metall-, Maschinen- und Fahrzeugbau (2014)
- Rainer Mennicken, Intendant des Linzer Landestheaters von 2006 bis 2016 (2016)
- Hans Peter Dimai, Vizerektor für Studium und Lehre, Medizinische Universität Graz (2016)
- Johanna Priglinger, Elisabeth Reich, Politiker (2016)[1]
- Peter Wacha, Dir. und GF der Lebenshilfe Oberösterreich (2013)
- Jochen Berrens (2018)[14]
- Kurt Kotrschal, Universitätsprofessor (2018)[14]
- Rudolf Reiter, Unternehmer (2018)[14]
- Thomas Punkenhofer, Politiker (2019)[5]
- Christian Haslinger, Abteilungsleiter WKO OÖ (2021)[23]
- Elisabeth Kölblinger, Politikerin (2022)[7]
- Anton und Elisabeth Hargassner, Biomasse Pioniere und Gründer der Hargassner Gruppe (2024)[24]

## Silbernes Verdienstzeichen des Landes Oberösterreich
- Kurt Goldberg, Bezirksobmann der Sudetendeutschen Landsmannschaft in Oberösterreich (1984)[25]
- Peter Potye, Zeitzeuge (1988)
- Friederike Stolz, Keramikerin und Bildhauerin (1988)
- Ingrid Nowak, Vorsitzende der Frauenarbeit in Oberösterreich (2005)[26]
- Manuel Garcia-Barrado, Freiwilliger im spanischen Bürgerkrieg und Überlebender des KZ Mauthausen (2006)
- Martha Gammer, Pädagogin, Autorin, Übersetzerin, Heimatforscherin, Arbeitskreis für Heimat-, Denkmal und Geschichtspflege, „KZ Gusen Memorial Committee“, Sankt Georgen an der Gusen (2008)
- Silvia Glogner, Schauspielerin (2008)
- Hans Burgstaller, Inhaber einer Fahrschule und Fahrschullehrer in Altheim (2009)
- Hubert Esterbauer, Multifunktionär (2009)
- Ingeburg Gattinger, Gesellschafterin der GASPO Sportartikel- und Gartenmöbel GmbH (2009)
- Franz Grubauer, Kommandant der Grenzpolizeiinspektion Leopoldschlag (2009)
- Otto Jachs, Kommandant der Polizeiinspektion Freistadt (2009)
- Franz Kapl, Leiter des Verkehrsreferates beim Bezirkspolizeikommando Freistadt (2009)
- Joachim Klaus, Leiter des Studienzentrums für Sehgeschädigte an der Universität Karlsruhe (2009)
- Petronella Lehr, Volksschuldirektorin (1993)[27]
- Wilhelm Mühlberger, Vizebürgermeister und Manager (2009)
- Hubert Papinski, Geschäftsführer der Karosserie-Papinski GesmbH & Co KG (2009)
- Gregor Fuchs, Vizebürgermeister der Stadt Braunau am Inn 1982 bis 1991 (2010)
- Andreas Maislinger, Gründer und Leiter der Braunauer Zeitgeschichte-Tage (2010)
- Werner Vierlinger, Herausgeber und Chefredakteur der Monatszeitung „Schau mal rüber“ (2012)
- Otfried Knoll, Departmentleiter an der Fachhochschule St. Pölten (2018)
- Gottfried Gahleitner, Unternehmer (2018)[14]
- Helmut Sieböck, Jagdverbandsfunktionär (2018)[14]
- Josef Strasser, Geschäftsführer GEMDAT OÖ (2018)[14]
- Helga Eilmsteiner, Gewerkschaftsfunktionärin (2018)[14]

## Verdienstmedaille des Landes Oberösterreich
- Franz Auzinger, Pfarrer von Perg (1994)
- Rudolf Haunschmied, Arbeitskreis für Heimat-, Denkmal und Geschichtspflege, „KZ Gusen Memorial Committee“, Sankt Georgen an der Gusen (2008)
- Franz Walzer, Arbeitskreis für Heimat-, Denkmal und Geschichtspflege „KZ Gusen Memorial Committee“, Sankt Georgen an der Gusen (2008)
- Sieglinde Witzany-Durda, Arbeitskreis für Heimat-, Denkmal und Geschichtspflege, „KZ Gusen Memorial Committee“, Sankt Georgen an der Gusen (2008)
- Ingeborg Aubell-Depolo, Bad Ischl (2009)
- Hubert Maximilian Schirl, Obmann Schwarzes Kreuz Timelkam (2009)
- Harald Drescher, Obmann des Vereines St. Elisabeth – Österreichischer Verein zur Hausbetreuung von Kranken und Senioren (2009)
- Alfred Janko, Lehrlingsausbildner bei der Firma Doubrava GmbH & Co KG (2009)
- Walter Rehm, Förderer des Baues der Friedenslichtkapelle sowie der Pflege und Erhaltung eines Kriegerdenkmals (2009)
- Klaus Pruenster, Komponist und Gitarrist
- Josef Irsiegler, Obmann des Schützenvereins Perg, Verdienstmedaille für Sportfunktionäre
- Maria Mair, Initiatorin des Freundeskreises Holzleithen (beschäftigt sich mit den Ereignissen im Februar 1934 im oberösterreichischen Kohlenrevier) und Zeitzeugin (2011)
- Paula Lanthaler, Obfrau Verein zur Förderung der Sozialdienstgruppe Eggelsberg (2011)
- Franz Grabmann, Unternehmer, Baumgartenberg
- Hubert Schauer, Schiedlberg (2018)
- Erich Mekina, Freiwillige Feuerwehr der Stadt Steyr (2023)